# Гнатовка (Царичанский район)
Гнатовка (укр. Гнатівка) — село, Михайловский сельский совет,
Царичанский район, Днепропетровская область, Украина.
Код КОАТУУ — 1225683203. Население по переписи 2001 года составляло 214 человек.

## Географическое положение
Село Гнатовка находится в 2,5 км от на левого берега реки Орель и канала Днепр — Донбасс, на расстоянии в 1 км от села Червоная Орелька. Река в этом месте извилистая, образует лиманы, старицы и заболоченные озёра.